# Molí d'en Rata
El Molí d'en Rata és un antic molí fariner rehabilitat, un dels darrers molins fariners que van funcionar al Vallès Occidental. Aquest edifici forma part del complex cultural Centre d'Interpretació del Patrimoni Molí d'en Rata, destinat a la difusió, conservació, recerca i gestió del patrimoni de Ripollet.

## Centre d'interpretació

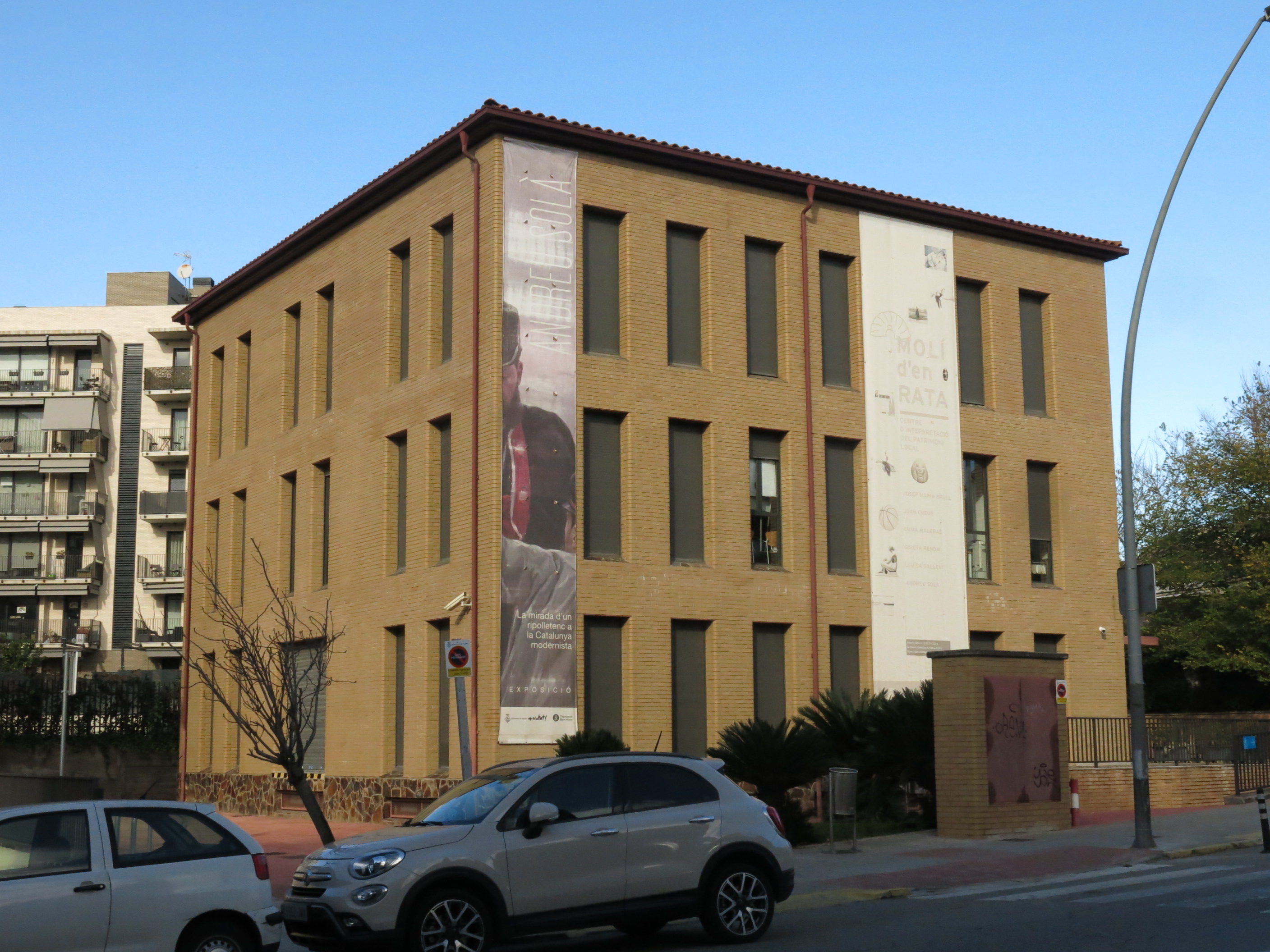
Centre d'interpretació

L'equipament municipal destinat a la recerca, conservació, gestió i difusió del patrimoni de Ripollet comprèn dos àmbits: el Molí d'en Rata, i el Centre d'Interpretació del Patrimoni, un edifici de nova planta amb dues sales d'exposicions: una per a l'exposició permanent i l'altra per a exposicions temporals. Forma part de la Xarxa de Museus Locals de la Diputació de Barcelona.
L'exposició permanent del Centre d'Interpretació consta de tres àmbits:
L'àmbit El pa de la diversitat forma part de la visita a l'antic Molí Fariner Molí d'en Rata i mostra com es transformen els cereals en farina, en un molí fariner hidràulic i quins productes es poden fabricar amb la farina. L'àmbit Protagonistes: ripolletencs que deixen petjada és un espai de reconeixement a set personatges nascuts o vinculats a Ripollet, que han destacat fora de les nostres fronteres en la seva vessant professional: un pintor, una escultora i pintora, un escultor, una concertista de castanyoles, un tenor, un jugador de bàsquet i un científic, tots ells amb reconegut prestigi dins dels seus respectius àmbits. Finalment, l'àmbit Ripollet i la mesura del temps és una exposició que mostra la maquinària de l'antic rellotge del campanar de Sant Esteve de Ripollet.
El Centre d'Interpretació compta també amb un mòdul multisensorial anomenat "La Mirada Tàctil", un espai d'interpretació tàctil adreçat a tothom però especialment adaptat i dissenyat per aquells visitants que presenten alguns tipus de dificultats visuals, ceguesa o mobilitat reduïda.

## Edifici
L'edifici està inclòs a l'Inventari del Patrimoni Arquitectònic de Catalunya. És una estructura d'un sol cos amb coberta de teula àrab d'un sol vessant, que allotja una planta baixa per a la maquinària, un primer pis que fa d'habitatge per al moliner i la seva família, i unes golfes. Els paraments són de maçoneria i de maó, amb distribució asimètrica de les obertures a les façanes; les del primer pis són resseguides de maó. El molí va ser situat en un desnivell del terreny per tal de fer caure l'aigua des de certa alçada. L'aigua era subministrada pel Rec Monnar, que a l'arribar al Molí d'en Rata s'emmagatzemava en una bassa annexa a la façana posterior. La senzillesa d'aquesta construcció, així com el fet que sempre s'ha limitat a la producció de farina, l'ha preservat d'ampliacions agressives i reformes modernitzadores. Tota la maquinària ha estat objecte d'una acurada restauració dins del projecte de recuperació d'aquest antic molí, amb l'objectiu de recuperar el seu aspecte original.

## Història
Antic molí fariner bastit a mitjan segle xix. El permís per a la construcció s'havia atorgat ja el 1825 a Bartomeu Clos i Braut, però un seguit de plets van endarrerir el projecte. Finalment, el 1859 es van acabar les obres i entrà en funcionament. Des del principi, el molí sempre va ser llogat a una o altra família que el regentava, a l'hora que residia al pis superior de l'edifici. La primera família llogatera del molí de la que tenim notícia és la de Joaquim Pujol, en 1880.

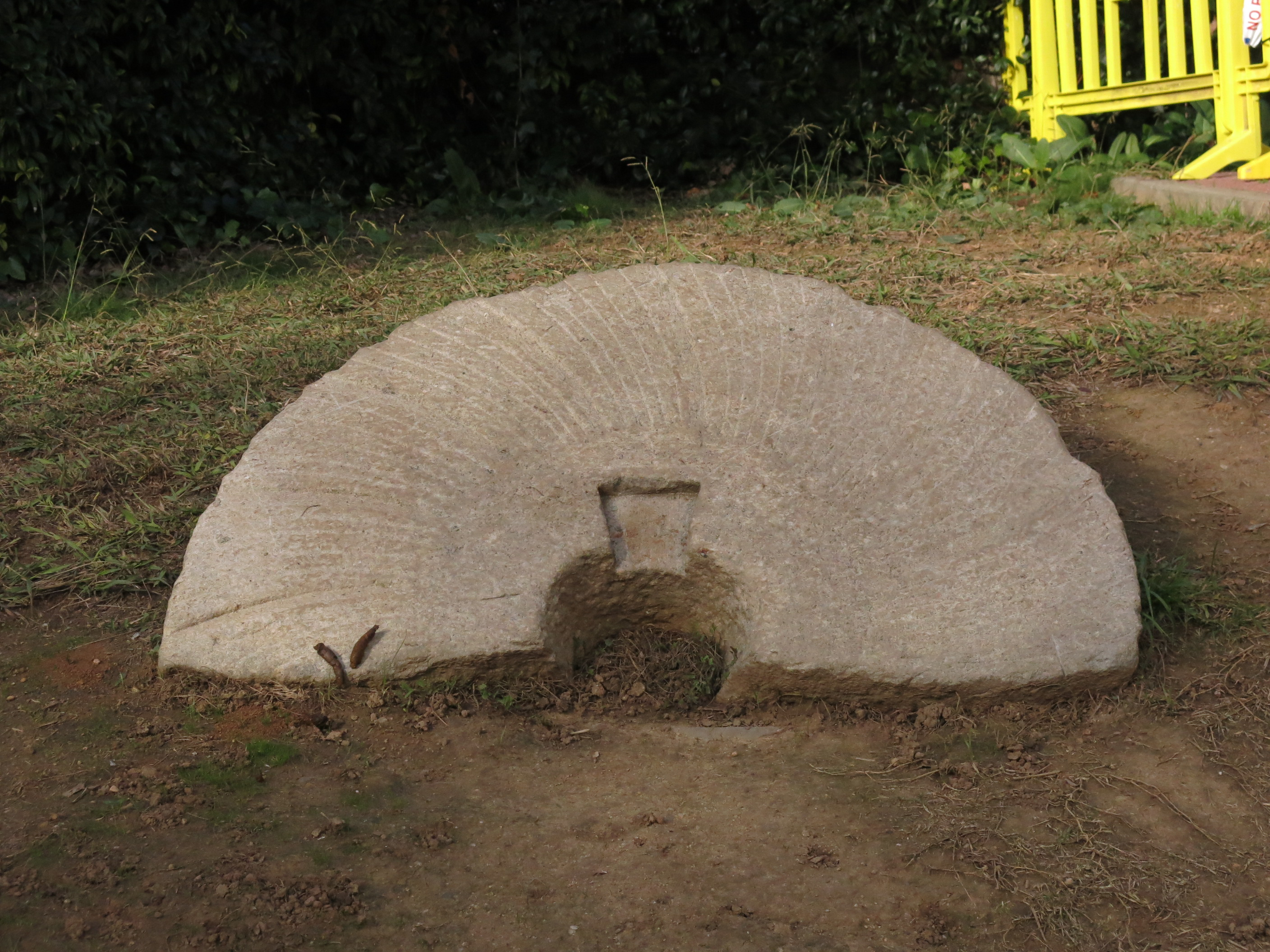
Mola del molí

El molí va funcionar com a tal fins al 1956 o el 1957; a partir de llavors quedà molt abandonat, i només es feia servir com a cobert per a eines agrícoles.
El molí i el seu entorn més immediat van ser comprats per l'ajuntament l'any 2000 i cinc anys després es va reobrir com a Centre d'Interpretació del Patrimoni.
Hi ha dues teories sobre el nom popular de molí d'en Rata que substitueix el seu primer nom de molí d'en Clos. L'historiador Manel Mogas parla de l'existència d'un antic moliner de l'edifici, no identificat, que tenia una nombrosa descendència coneguts com "les ratetes" i que, per extensió, atorgarien al seu pare el mot "d'en Rata". Per altra banda, en Jaume Miret i Gasol, fill dels últims moliners, defensa que el nom prové del grapat de ratolins que antigament corrien pels conreus del voltant del molí.